# Mecaphesa asperata
Mecaphesa asperata là một loài nhện trong họ Thomisidae.
Loài này thuộc chi Mecaphesa. Mecaphesa asperata được Nicholas Marcellus Hentz miêu tả năm 1847.